# Nayelis Gutiérrez
Naiyeliz Silvana Gutiérrez Rivas (ur. 12 lipca 1996) – wenezuelska zapaśniczka walcząca w stylu wolnym. Złota medalistka mistrzostw Ameryki Południowej w 2016. Mistrzyni panamerykańska juniorów w 2013 i 2016 i druga w 2015. Wygrała igrzyska plażowe Ameryki Śrdokowej i Karaibów w 2022 roku.